# Parlamento do Uganda
O Parlamento do Uganda é o órgão legislativo do país. O mandato do Parlamento é de cinco anos a partir da data de sua primeira sessão após uma eleição geral. O atual Parlamento (10º Parlamento) teve início em maio de 2016 e termina em maio de 2021.

## Composição
O parlamento do Uganda é composto por 238 Representantes Constituintes, 112 Representantes Distritais de Mulheres, 10 Representantes das Forças Populares de Defesa do Uganda, 5 Representantes da Juventude, 5 Representantes de Pessoas com Deficiência e 5 Representantes de Trabalhadores.

## Historia
O Parlamento do Uganda foi criado em 1962, logo após a independência do país. O primeiro Parlamento do Uganda foi parcialmente eleito e parcialmente nomeado. Durante o segundo Parlamento foi criada uma nova constituição e aconteceu a proclamação da república na Uganda. As eleições de 1971 previstas nesta nova Constituição nunca foram realizadas devido ao golpe militar que ocorreu em janeiro de 1971. De 1971 a 1979, o Parlamento do Uganda ficou suspenso. Após a derrubada do regime militar em 1979, a Uganda criou um Parlamento Interino conhecido como Conselho Consultivo Nacional. Foi inicialmente composto por 30 membros eleitos em Moshi, na Tanzânia, em 1979 foi ampliado para 120 membros. O Parlamento Interino continuou a ser o Supremo Órgão Legislativo até as eleições gerais realizadas em 1980, sendo este o Terceiro Parlamento da República do Uganda.
As controversas eleições gerais realizadas em dezembro de 1980 levaram o Congresso do Povo do Uganda (CPU) ao poder enquanto o Partido Democrata se tornou oposição; Este foi o quarto parlamento da Uganda. O governo do CPU foi derrubado em 27 de julho de 1985 em um golpe militar liderado pelos generais Tito Okello e Bazilio Okello. Mais uma vez, o Parlamento ficou em suspenso. O regime liderado pelos generais não durou muito. Em 26 de janeiro de 1986, o Movimento Nacional da Resistência chegou ao poder após a captura de Kampala pelo Exército Nacional da Resistência. O Aviso Legal Nº 1 de 1986, que estabeleceu a legalidade do Governo MNR, investiu os poderes legislativos no Conselho Nacional da Resistência (CNR) e no Presidente.
A mais importante das funções do Parlamento ugandense é aprovar leis que proporcionarão boa governança no país. Os ministros do governo devem responder aos representantes do povo no parlamento. Através das várias comissões parlamentares, o parlamento examina os programas do governo, particularmente conforme descrito no discurso sobre o estado da nação pelo presidente. As questões fiscais do governo, como tributação e empréstimos, precisam da sanção do parlamento, após debate apropriado.

### Primeiro Parlamento (1962–1963)
Era então conhecido como Conselho Legislativo. Tinha 92 membros e foi presidido por Sir John Bowes Griffin, advogado britânico e ex-juiz de justiça de Uganda.

### Segundo Parlamento (1963-1971)
Durante esse período, o primeiro ministro Milton Obote revogou a constituição e se declarou presidente de Uganda em 1966. Esse parlamento também testemunhou a abolição dos reinos tradicionais da Uganda e a declaração da república da Uganda. O orador durante o Segundo Parlamento foi Narendra M. Patel, uma ugandense de ascendência indiana. Este Parlamento terminou quando Idi Amin derrubou o governo de Milton Obote em janeiro de 1971.

### Terceiro Parlamento (1979-1980)
Após a derrubada de Idi Amin em abril de 1979, um novo órgão legislativo conhecido como Conselho Legislativo de Uganda foi estabelecido. Com uma composição inicial de 30 membros, a composição foi posteriormente aumentada para 120 membros. Este foi o Terceiro Parlamento e foi presidido pelo Professor Edward Rugumayo. Esse órgão legislativo continuou a funcionar até as eleições gerais de dezembro de 1980.

### Quarto Parlamento (1980-1985)
Esse período marcou o retorno de Milton Obote ao poder e do Congresso do Povo do Uganda (CPU), após as disputadas das eleições nacionais de 1980. O Presidente do Quarto Parlamento era Francis Butagira, advogado formado em Harvard. O quarto parlamento terminou quando, em 1985, o general Bazillio Okello derrubou Obote e o governo da CPU.

### Quinto Parlamento (1986-1996)
Conhecido como Conselho Nacional da Resistência (CNR), o Quinto Parlamento foi estabelecido após o fim da guerrilha na Uganda, 1981-1985. Começando com 38 membros do Movimento Nacional da Resistência e do Exército Nacional da Resistência, o corpo legislativo foi gradualmente expandido para incluir representantes de todo o país. O Presidente do Quinto Parlamento foi Yoweri Museveni, que também atuou como Presidente da Uganda.

### Sexto Parlamento (1996-2001)
O sexto parlamento foi constituído durante o governo unipartidário (MNR). James Wapakhabulo atuou como Orador de 1996 a 1998. De 1998 a 2001, Francis Ayume, membro do Parlamento do Distrito de Koboko, atuou como Orador.

### Sétimo Parlamento (2001-2006)
O Sétimo Parlamento foi presidido por Edward Ssekandi. A legislação mais controversa aprovada nesse período foi a emenda da Constituição para remover os limites do mandato presidencial.

### Oitavo Parlamento (2006-2011)
Sem muitas mudanças foi uma continuação do Sétimo Parlamento, com Edward Ssekandi como Presidente e Rebecca Kadaga como Vice-Presidente.

### Nono Parlamento (2011-2016)
O nono parlamento foi presidido por Rebecca Kadaga como presidente e Jacob Oulanyah como vice-presidente.

### Décimo Parlamento (2016-presente)
No décimo parlamento, Rebecca Kadaga e Jacob Oulanyah permaneceram em seus cargos como presidente e vice-presidente, respectivamente.